# Apostrofa
Apostrofa ali nagovor je način izražanja, za katerega je značilno, da se pisec ali govorec obrne naravnost na neko odsotno osebo ali predmet.